# Гі Туврон
Гі Міше́ль Тувро́н (фр. Guy Michel Touvron; 15 лютого 1950, Віші, Франція — 9 березня 2024) — французький музикант-трубач та педагог.

## Життєпис
Гі Туврон народився  15 вересня 1950 року в м. Віші, Франція. Його батьки не були музикантами, тільки дідусь грав на корнеті. Навчатися гри на корнеті почав з десяти років. 1967 року поступив у Паризьку вищу національну консерваторію музики й танцю в класи корнета і труби Моріс Андре. Консерваторію закінчив, з обох спеціальностей, з першими преміями у 1968 та 1969 роках, відповідно. 
У 1969—1971  роках Гі Туврон був солістом Національного оркестру Ліона, потім протягом трьох років — Філармонічного Оркестру Французького радіо. 1973 року заснував Ансамбль мідних інструментів Гі Туврона. 
Гі Туврон викладав з 1974 по 1990 рік у Ліонській консерваторії. Потім з 1990 року в Паризькій регіональної консерваторії. 
Туврон багато виступає як соліст, робить записи. Як активний прихильник сучасної музики, він часто стає першим виконавцем нових творів, написаних спеціально для нього Шарлем Шийном, Іваном Евтичем, Жеромом Нулі, Франсуа Робером та багатьма іншими сучасними композиторами. 
Гі Туврон виступав з багатьма відомими оркестрами, таким як: «Англійський камерний оркестр», «Моцартеум», «I Solisti Veneti».

## Премії та нагороди
Лауреат міжнародних конкурсів:
- 1972 — «Міжнародний музичний конкурс ARD» у Мюнхені;
- 1974 — «Празька весна» (друга премія);
- 1975 — «Міжнародний конкурс виконавців у Женеві» (друга премія, першу не присуджували).

## Вибрана дискографія
- Guy Touvron with Wolfgang Karius: Splendour & Magnificence: Glory of the Baroque Trumpet (2007)
- Guy Touvron: Trompette – Etudes Françaises du XXè Siècle (2000)
- Guy Touvron and Franck Pulcini: Sonnez Trompettes (1995)
- Guy Touvron and Carine Clement: Le Concert
- Guy Touvron and Luigi Celeghin: Fantasia per tromba e organo (1985)
- Guy Touvron and Nelly Cotin: Pavane
- Guy Touvron and Isabelle Régis: Les plus beaux Noëls de nos Provinces
- Guy Touvron and Nelly Cotin: La Trompette de toutes les Mélodies
- Guy Touvron and Barbara Löcher: Cantate 51 – J.S. Bach / Sur les rives du Tibre – Scarlatti (1990)
- Guy Touvron and Daniel Colin: Trompette au bal musette (2001)
- Guy Touvron, Marie Rigaud, Catherine Ramona and Isabelle Ramona: Capricci armonici (1997)
- Guy Touvron (soloist) with Orchestre A. Vivaldi: Hommage à l'Europe (2001)
- Guy Touvron (soloist) with Prague Chamber Orchestra: Mozart – Touvron
- Guy Touvron (soloist) with Orchestre d'Harmonie de la Garde Républicaine: De List à Nougaro
- Guy Touvron (soloist) with Orchestre d'Harmonie de la ville de Vichy: Orchestre d'Harmonie de la ville de Vichy avec Guy Touvron
- Guy Touvron Brass Ensemble: Ensemble de cuivres Guy Touvron
- Guy Touvron Brass Ensemble: Gershwin (1992)
- Guy Touvron Quintette: Ragtimes (1992)